# Honda Civic Tour
A Honda Civic Tour egy évente megrendezett koncert turné, amelyet a Honda Motor Company szponzorál. 2001 óta tartják meg.

## 2001
Legelsőnek a Blink182 lépett fel, majd Alkaline Trio, No Motiv, Sum 41, The Ataris. A második fordulóban az Everclear.

## 2002
Ebben az évben 47 fellépést volt, köztük Hoobastank és a Phantom Planet.

## 2003
New Found Glory, Good Charlotte, Hot Rod Circuit, Less Than Jake, MXPX, Stretch Armstrong és The Disasters.

## 2004
Thrice, The Get Up Kids, Val Emmerich, és Motion City Soundtrack.

## 2005
Maroon 5, Phantom Planet, The Donnas és The Thrills.

## 2006
The Black Eyed Peas, Flipsyde és The Pussycat Dolls.

## 2007
Fall Out Boy, +44, The Academy Is…, Cobra Starship, és Paul Wall.